# Иргебай, Тамерлан Талгатулы
Тамерла́н Талгатулы Иргеба́й (каз. Тамерлан Талғатұлы Іргебай; род. 11 января 1994) — казахстанский кёрлингист.
Родился в городе Балхаш. 

## Команды
| Сезон   | Четвёртый  | Третий           | Второй           | Первый      | Запасной                            | Турниры            |
| ------- | ---------- | ---------------- | ---------------- | ----------- | ----------------------------------- | ------------------ |
| 2016—17 | Дэниел Ким | Абылайхан Жузбай | Дмитрий Гарагуль | Ренас Ахмад | Тамерлан Иргебай тренер: Виктор Ким | ЗУ 2017 (10 место) |

(скипы выделены полужирным шрифтом)